# Dactylocythere daphnioides
Dactylocythere daphnioides är en kräftdjursart som först beskrevs av Hobbs 1955.  Dactylocythere daphnioides ingår i släktet Dactylocythere och familjen Entocytheridae. Inga underarter finns listade i Catalogue of Life.